# Saula nigripes
Saula nigripes es una especie de coleóptero de la familia Endomychidae.

## Distribución geográfica
Habita en Sri Lanka.